# 赤色戰線系列
赤色戰線，簡稱RF，是由THQ旗下的Volition Games所開發的第三人稱動作遊戲系列。其遊戲背景在描述人類移民火星後。當地住民與其政治實體——地球防衛軍的衝突故事，此遊戲系列最為著名的特點在於使用了Volition Inc自行開發的Geo-Mod系列引擎來開發遊戲，此引擎著重於物理特效破壞，因此，赤色戰線系列擁有非常強大的結構破壞能力，在遊戲中所有能看到的物件都能夠破壞。

## 遊戲中派系
（EDF）地球防衛軍
（EDF）地球防衛軍，在遊戲系列第二與第三代的主要反派，其背景設定為火星上唯一的合法統治者，擁有強大武器，訓練精良的正規作戰部隊，還配備其他反政府組織無法抗衡的強力武器
其最主要的指揮體系並不是建立在火星上，而是建立在巡洋於火星軌道上的地球防衛隊太空船上，最初，由於火星上發生了有史以來最大的火星暴動事件而當時的地球防衛隊，便來到火星幫助當地住民重建與恢復正常生活，然而當地球防衛隊看上了火星上大量的高價值礦產，進而改變他們的統治作風，採取高壓統治當地住民，當地球防衛隊的巡邏員發現民眾有反抗的嫌疑，二話不說立即處決!形同戒嚴!使得原本看好地球防衛隊的火星住民們萌發反抗之心，也進而產生了反政府組織
赤色戰線
為赤色戰線第三代系列作赤色戰線;游擊戰隊中的主要劇情組織，其性質為反政府組織，並擁有強大武器，其武器有兩大來源，一為從其主要敵人地球反抗軍中奪取，二為由主角在破壞建築物後所獲得的"資源"來改造成土製武器，另外，在遊戲中，赤色戰線的據點遍佈在遊戲世界中主要戰區的各個角落，玩家可開啟世界地圖來一一檢視各個基地的位置，其據點不僅能夠補充彈藥，還可把在戰鬥中收集到的"資源"改裝成土製武器，另外也可在據點中取得載具以利於在廣大的遊戲世界中探索，赤色戰線並沒有一個明確的行政指揮實體
在第四代系列作中，赤色戰線組織由於成功的將地球防衛軍（EDF）擊退，因此成為了火星上最大的軍事實體，也成為維護火星安全與治安的正規部隊，而赤色戰線也因成為安全維護部隊f裝備上也比照當年的地球防衛軍，擁有制式的裝備與武器
但是因為在第四代系列作赤色戰線;最終決戰有關於赤色戰線的介紹與情報少之又少，因此，不僅無法得知其指揮體系的資訊與主要基地的分布位置
掠奪者
掠奪者這個組織在第三代系列作中，算是遊戲世界中第三大的軍事組織，其性質與赤色戰線相同，都是以非政府軍是組織為主，也都以游擊戰為主要戰鬥方式，其部隊時常攻擊偏僻的地球防衛軍基地，但在平時，多半以單人行動掠奪資源為主，而掠奪者這個組織在赤色戰線;游擊戰隊的官方DLC
惡魔荒地中有十分詳細的介紹，其組織比第三代系列作的開始還早成立，當時的掠奪者的首領是塞曼尼亞，而他們的根據地則是在火星上的水手谷，但在遭到地球防衛軍的殲滅策略攻擊後，首領塞曼尼亞決心將地球防衛軍趕出火星
時間來到第三代系列作，在本作中，掠奪者這個組織會在本遊戲玩到中期後才會出沒於遊戲世界中的Badlands Sector戰區，首領也從前傳故事中的塞曼尼亞換成了赤色戰線組織地的另一位主要角色—珊曼（Sam）的姊妹,(在遊戲中期，會以劇情動畫中帶過）而且，掠奪者在後期對於遊戲的進行有著非常大的關係，在後期，掠奪者將與赤色戰線組織一同推翻地球防衛隊
其主要指揮體系為單一首領命令
在第四代系列作中，掠奪者組織換了首領，也改變作戰方針，開始向前日盟友，維護火星治安的赤色戰線組織展開攻擊，但也因為其新任首領激進作法使得掠奪者組織分裂成了兩個掠奪者組織，由於火星地表的氣候異常，所以掠奪者們也把主要活動區域移向火星的地底洞穴，在第四代系列作的後期，掠奪者組織（分裂出的）再度成為盟友並與主角德魯士。梅森，化解火星惡魔的危機

## 系列作

### 赤色戰線2
PS2的名作赤色戰線，即將發行續集，這套以緊湊刺激，及場景破壞聞名的射擊遊戲
赤色戰線2的遊戲背景設定在前作火星暴動事件的前15年，地球聯邦總督Sopot以高壓統治的方式鎮壓了聯邦人民，在他的暴政下，民不聊生、哀鴻遍野。在那時六名具有特殊能力的超級士兵因此為人民揭竿而起，決心推翻Sopot的獨裁政權，使聯邦人民重獲自由。這六名超級戰士分別是：爆破專家Alias、交通工具專家Shrike、擅長各式武器的Molov、擅長潛行及電場力學的Tangier、狙擊手Quill、以及重型武器專家Repta。在故事或多人模式中，玩家都可以操作任何一位超級戰士，與其他五名隊友合作攻堅。在單人故事中，每個角色都有各自的劇情發展，並導出最後不同的結局，即使是由電腦操作的隊友，也有非常出色的人工智慧表現。

### 赤色戰線：游擊戰隊
《赤色戰線：游擊戰隊》（Red Faction: Guerrilla）是赤色戰線系列的第三作，游戏于2009年6月发售于PlayStation 3和Xbox 360平台，2009年9月发售于Windows平台。
在单人模式中，故事在描述人類移民到了火星，礦工成為了當地人的主要工作。但在地球防衛軍（簡稱EDF）的高壓管理下，主角艾利克。梅森的兄弟因為一起事件慘遭射殺，因此主角決定加入在火星當地反抗地球防衛軍的反抗組織-赤色戰線在遊戲中所有的建築都有真實的結構，藉由破壞建築的主要結構來摧毀整個建築。完全真實的物理效果，建築物在被不同的角度及傷害受創時將真實呈現被破壞的狀態，倒塌的建築物碎片壓到可使敵人受傷，可駕駛載具衝撞建築物使建築物倒塌。此外玩家还可以利用環境播壞來與敵方爾虞我詐的多人對戰模式，例如可利用建築物的主要結構來造成重大的破壞使得建築物倒塌來傷害敵人。玩家可以利用噴射背包來衝撞敵人或是利用倒塌的建築物來傷害敵人等等的多種戰術用法。

### 赤色戰線：最終決戰
《赤色戰線：最終決戰》（Red Faction: Armageddon）是系列的第四作，於2011年6月發行於PlayStation 3和Xbox 360平台上。
本作延續上一代赤色戰線;游擊戰隊的劇情，時間來到前代的半個世紀以後，前代主角—艾力克。梅森在驅逐地球防衛隊的高壓統治後，火星迎來了久違的和平，而前代中最重要的反抗組織—赤色戰線，則成為維護火星和平治安的的軍事實體，然而和平只維持了一下子，由於火星上供應空氣與天氣系統的巨大轉換器被摧毀，使得火星地表上的出現超級龍捲風及雷電風暴，火星住民們逼不得已，而遷移至地底下的洞穴居住
五年後，火星革命英雄艾力克‧梅森和莎曼雅的孫子—德魯士‧梅森，在地底的殖民地居民活動樞紐經營「萬事通」事業有成，但在一次生意工作時受騙開啟了一座古廟的一口井,,因此喚醒了沉睡在火星地底洞穴中的惡魔，牠們對火星住民展開無差別屠殺，而故事主角—德魯士。梅森，便展開消滅火星惡魔的任務

### 赤色戰線：戰場
《赤色戰線：戰場》（Red Faction: Battlegrounds）是THQ推出的《赤色戰線系列》首款Xbox LIVE Arcade / PlayStation Network的付費下載遊戲

## 外部連結
- 赤色戰線官方網站（英文網站）
- THQ官方網站 （页面存档备份，存于）